# Kniphofia praecox
Kniphofia praecox är en grästrädsväxtart som beskrevs av John Gilbert Baker. Kniphofia praecox ingår i Fackelliljesläktet som ingår i familjen grästrädsväxter. Inga underarter finns listade i Catalogue of Life.